# Sokúszós csukafélék
A sokúszós csukafélék (Polypteridae) a csontos halak (Osteichthyes) főosztályába sorolt sugarasúszójú halak (Actinopterygii) osztályában a sokúszós csukaalakúak (Polypteriformes) rendjének egyetlen családja.

## Megjelenésük
Hátúszójuk tíznél több részre tagolt. A mellúszók töve izmos, csontnyeles. Tüdőszerű úszóhólyagjuk hasi helyzetű. A fiatal egyedek külső kopoltyúsak.

## Rendszerezésük
A családba 2 nem tartozik összesen 11 fajjal:
- Erpetoichthys (Smith, 1865) – 1 faj
  - kígyófejű hal (Erpetoichthys calabaricus)

- Polypterus (Lacepède, 1803) – 10 faj
  - guineai sokúszóscsuka (Polypterus ansorgii)
  - Polypterus bichir
  - Polypterus delhezi
  - Polypterus endlicherii
  - Polypterus ornatipinnis
  - Polypterus palmas
  - Polypterus polli
  - Polypterus retropinnis
  - szenegáli sokúszóscsuka (Polypterus senegalus)
  - Polypterus weeksii